# Hugues-Bernard Maret
Hugues-Bernard Maret, I Duque de Bassano, fue un estadista, diplomático y periodista francés.

## Biografía

### Carrera profesional
Maret nació en Dijon, en la provincia de Borgoña, como segundo hijo de un médico y académico de la Academia de Dijon. Destinado por su padre a la carrera de medicina, decidió estudiar Derecho y, tras una sólida formación, Maret se dedicó a la abogacía en el Consejo del Rey en París. Las ideas de la Revolución Francesa le influyeron profundamente, alterando por completo su carrera.
El interés suscitado por los debates de la primera Asamblea Nacional le sugirió la idea de publicarlos en el Bulletin de l'Assemblée. El periodista Charles-Joseph Panckoucke (1736-1798), propietario del Mercure de France y editor de la célebre Encyclopédie (1785), le convenció para fusionarlo en un periódico más amplio, Le Moniteur Universel, que adquirió una gran reputación por su corrección e imparcialidad.
Fue miembro del club moderado de los Feuillants, pero, con el derrocamiento de la monarquía y la insurrección del 10 de agosto de 1792, aceptó un puesto en el Ministerio de Asuntos Exteriores, donde a veces ejerció una influencia tranquilizadora. Tras la retirada de la legación británica, el ciudadano Maret (como se le conocía entonces) viajó en misión a Londres, donde se entrevistó favorablemente con William Pitt el Joven el 22 de diciembre de 1792. Tras la ejecución del rey Borbón Luis XVI (21 de enero de 1793), el principal agente diplomático francés, Bernard-François de Chauvelin, recibió la orden de abandonar Gran Bretaña, mientras que la Convención Nacional declaraba la guerra (1 de febrero de 1793). Estos acontecimientos limitaron el impacto de la segunda misión de Maret a Londres en enero de 1794.

### Enviado de la República
Tras un periodo en el que no ocupó ningún cargo diplomático, fue nombrado embajador de la República Francesa en el Reino de Nápoles; pero, mientras negociaba con Charles de Sémonville, fue capturado por el Imperio austriaco y permaneció retenido durante unos treinta meses, hasta que, a finales de 1795, ambos fueron liberados a cambio de la liberación de la princesa María Teresa Carlota, hija del ex rey Luis XVI.
Durante un tiempo Maret volvió al periodismo, pero desempeñó un papel útil en las negociaciones de paz con Gran Bretaña que tuvieron lugar en Lille durante el verano de 1797, hasta que la victoria del club jacobino en París en el golpe de Estado del 18 de Fructidor (septiembre de 1797) frustró las esperanzas de paz de Pitt e infligió a Maret otro revés de la fortuna.
A la vuelta de Napoleón de Egipto en 1799, Maret se unió al partido del general que llegó al poder con el golpe del 18 de Brumario (9-10 de noviembre).

### Consulado e Imperio
Maret se convirtió en uno de los secretarios de Napoleón y poco después en Secretario de Estado. Político experimentado, prestó servicios de gran valor al Consulado francés y al Primer Imperio francés.
El Moniteur, que se convirtió en el diario oficial del Estado en 1800, fue puesto bajo su control. A veces consiguió suavizar el lenguaje duro y abrupto de las comunicaciones de Napoleón, y en todos los sentidos demostró ser un intermediario útil. Se sabe que participó en la redacción de las nuevas constituciones de las Repúblicas Bátava e Italiana.
En 1804, fue nombrado ministro; en 1807, fue creado conde; y en 1809, se le concedió el título de duque de Bassano, uno de los títulos con rango de ducado gran feudo en el Reino de Italia de Napoleón. Se trataba de un raro honor hereditario (extinguido en 1906), que da idea del respeto que el Emperador tenía por su obra.
Era extremadamente devoto de Napoleón, como lo demuestra su labor para convertir en ley los artificios adoptados por éste en abril-mayo de 1808 para hacerse dueño de los destinos de España. Maret también colaboró en la redacción de la Constitución española de 1808, que fue rechazada por casi todos los súbditos españoles. Acompañó a Napoleón en la mayoría de sus campañas, incluida la de 1809 contra la Quinta Coalición, y se manifestó a favor de la alianza matrimonial con la archiduquesa María Luisa de Austria, que tuvo lugar en 1810.
En la primavera de 1811, el duque de Bassano sustituyó a Jean-Baptiste de Champagny como ministro de Asuntos Exteriores. En este cargo demostró su habitual habilidad y devoción, concluyendo los tratados entre Francia y Austria y entre Francia y Prusia, que precedieron a la invasión francesa de Rusia en 1812. Acompañó a Napoleón durante la mayor parte de esa campaña y, tras la gran derrota, ayudó a preparar las nuevas fuerzas con las que Napoleón emprendió la campaña de 1813 contra la Sexta Coalición, igualmente infructuosa.

### Fin del Imperio, exilio y regreso
En noviembre de 1813, Napoleón sustituyó a Maret por Armand, marqués de Caulaincourt, conocido por su devoción a la causa de la paz y su relación personal con el zar Alejandro I de Rusia. Maret, sin embargo, como secretario privado de Napoleón, permaneció con él durante la campaña de 1814, así como durante la de 1815 y los Cien Días.
Tras la restauración de los Borbones, Maret fue desterrado. Se retiró a Graz, donde se dedicó a la literatura. En 1820 se le permitió regresar a Francia. Tras la Revolución de Julio de 1830, el nuevo rey Luis Felipe lo elevó a Par de Francia. En noviembre de 1834, Maret ocupó durante un breve periodo el cargo de primer ministro de Francia.
El duque de Bassano falleció en París en 1839.